# Cercopithecus sclateri
Cercopithecus sclateri (Мавпа Склатера) — примат з роду Мавпа (Cercopithecus) родини мавпові (Cercopithecidae).

## Опис
Корона золотисто-сіра, горло біле. Передпліччя сірі. Має довгий, вигнутий хвіст і сіре або чорне хутро, з коричневою сідлоподібною областю хутра на спині. Як правило, самці крупніші за самиць. Цей вид має защічні мішки, в яких носить їжу під час добування продовольства. Середня довжина тіла: 47,7 см. Дорослі самиці мають середню масу тіла близько 2,5 кг, дорослі самці мають середню масу тіла близько 4 кг.

## Поширення
Країни поширення: південно-східна Нігерія. Оригінальним місцем проживання цього виду був вологий тропічний низовинний ліс, але через серйозну деградації середовища проживання, тепер він зберігся у вторинних, галерейних, прибережних і прісноводних заболочених лісах. Вид також знайдений на чагарникових фермах в громадах, де мавпи вважаються священними.

## Стиль життя
Це деревний і денний вид. Споживає фрукти, насіння, листя і квіти. Цей вид живе в групах 2-12 тварин, що складається з одного самця, кількох самиць і їх молодь. Самиця народжує тільки одне дитинча.

## Загрози та охорона
Чисельність населення цього виду серйозно постраждало через руйнування середовища існування та полювання.
Цей вид включений до класу B Африканської Конвенції та до Додатка II СІТЕС. Зустрічається в Cross River National Park, Pico Basile National Park, Southern Highlands Scientific Reserve і в Takemanda Forest Reserve.